# Oligometra serripinna
Oligometra serripinna es una especie de lirio de mar de la familia Colobometridae, orden Comatulida.

## Morfología
Su cuerpo está formado por un disco, compuesto de 2 o 3 anillos de placas. En su interior se hallan las vísceras. La boca y el ano están en la parte apical, lo que les diferencia del resto de equinodermos, situándose la primera en el centro del disco. Tiene una serie de pínnulas alrededor, cuyos segmentos terminales están modificados formando una especie de peine de púas protectoras.

Tienen 10 brazos, de hasta 140 mm de longitud. También llamados rayos, los brazos están pinnulados en un mismo plano, lo que les da la apariencia de plumas, de ahí uno de los nombres comunes de los crinoideos en inglés: featherstar, o estrella de plumas. La especie se caracteriza, y recibe su nombre, por tener espinas en los ángulos de las pínnulas distales, y por la mayor longitud de la segunda pinnula, P2, cuyos 19 segmentos son tan largos como anchos, o ligeramente más largos. Los brazos se componen de osículos, o huesecillos, llamados braquiales, que están articulados. Además tienen ligamentos, músculos, y en su interior cuentan con extensiones de los sistemas nervioso, vascular y reproductivo.
En su parte aboral, o inferior, poseen apéndices alargados para anclarse al sustrato, denominados cirri, entre 18 y 22. Cada cirrus, en singular, se compone de cirrales, u osículos, y tienen una espina en cada uno de ellos para facilitar su anclaje.
Para desplazarse utilizan sus cirri, o el movimiento sincronizado, y de forma alterna, de sus brazos; que oscilan verticalmente de abajo a arriba. Lo que supone un espectáculo visual para los humanos.
Su coloración suele ser con un patrón de bandas o moteado, con tonos marrón, crema, amarillo o púrpura.

## Alimentación
Son filtradores, y se alimentan, tanto por la boca, como a través de las pínnulas de los brazos. Se nutren de zooplancton, como foraminíferos, pequeños crustáceos y moluscos, y de fitoplancton. No obstante, la captura de partículas no es selectiva, puesto que en el interior del estómago se hallan frecuentemente granos de arena o espículas calcáreas de esponjas, que no se pueden digerir.

## Reproducción
Son dioicos. Las gónadas se generan en algunas pínnulas de los brazos.   La reproducción sexual se produce por fertilización externa. Las larvas evolucionan de una simetría bilateral a simetría pentarradial, y poseen un tallo, que pierden al madurar, convirtiéndose en animales de vida libre. Necesitan entre 14 y 18 meses para alcanzar la madurez sexual.

## Galería

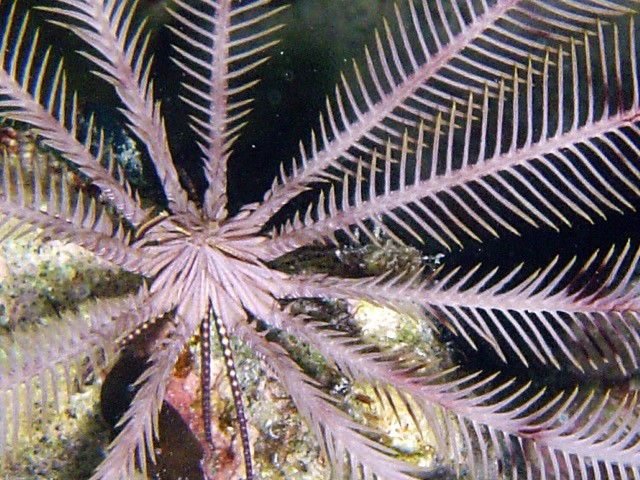
Oligometra serripinna, teca y brazos. Egipto, mar Rojo, Hurghada, Umm Usk.
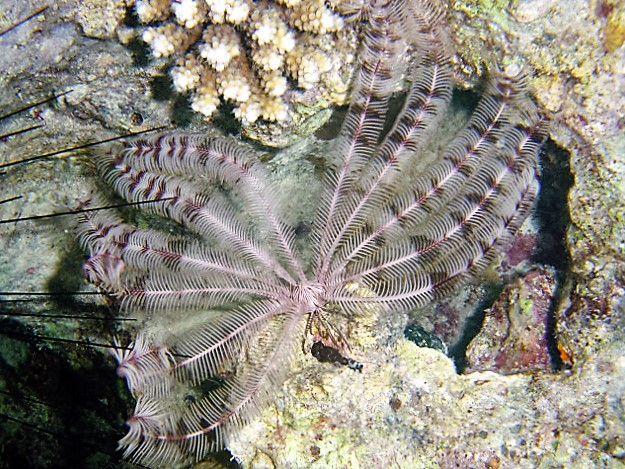
Con su frecuente patrón de coloración bandeado
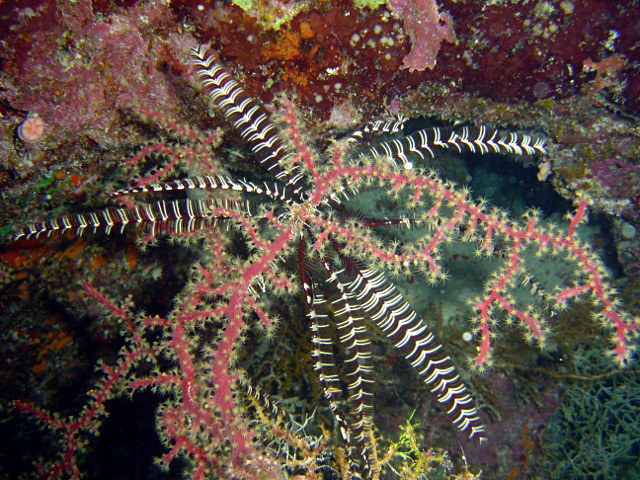
O. serripinna y Octocoral sp. Egipto, Umm Usk
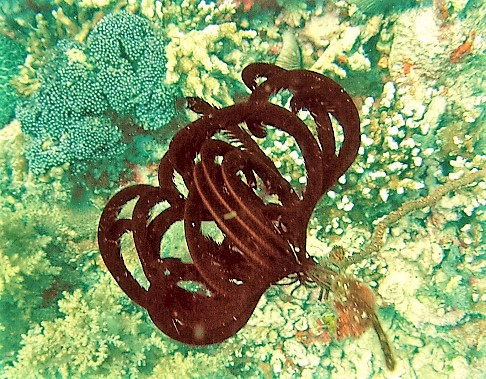
O. serripinna en Filipinas, Bisayas Centrales, Isla de Cebú.
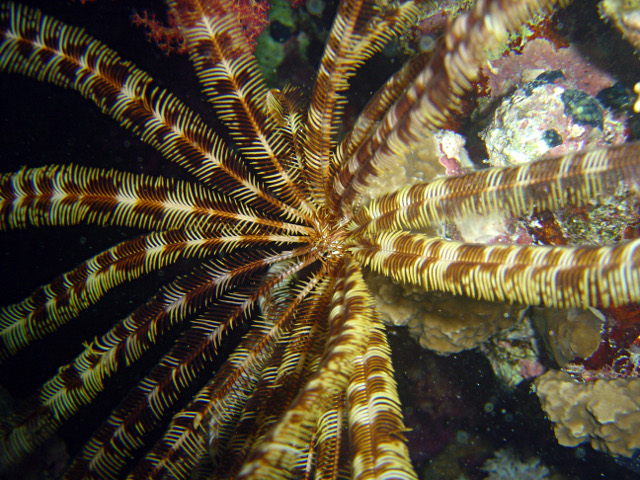
O. serripinna en Ras Mohamed, mar Rojo, Egipto.
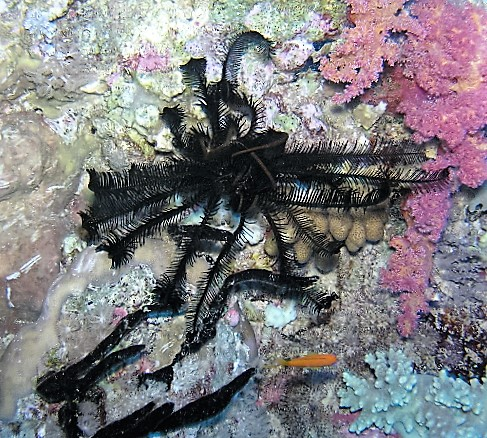
En el mar Rojo, Port Sudán, Sanganeb Reef.
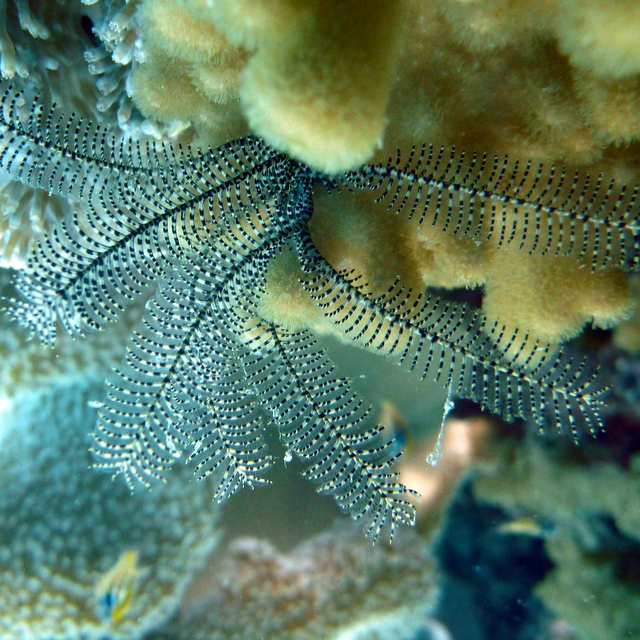
Variedad moteada en Australia

## Hábitat y distribución
Se localizan entre 0 y 91 m de profundidad; en un rango de temperaturas entre los 24.08 y 28.66 °C. Anclados a corales duros, esponjas o gorgonias, y en rocas y arenas de arrecifes, siempre con corrientes.
Se distribuyen en aguas tropicales y subtropicales del océano Indo-Pacífico, desde las costas orientales africanas, incluido el mar Rojo, en Tanzania, Seychelles, Mauritius, Madagascar, Sudáfrica, Maldivas, India, Sri Lanka, Indonesia, China, Australia, Filipinas y Nueva Guinea.